# Liverpool Handball Club
Ne doit pas être confondu avec Kirkby HC Liverpool.
Le Liverpool HC est un club de handball basé à Liverpool  en Angleterre.

## Palmarès
- Championnat de Grande-Bretagne (1) : 2003